# Jan Šteber
Jan Šteber (ur. 19 października 1985 w Ostrawie) – czeski hokeista, reprezentant Polski.

## Kariera
- HC Oceláři Trzyniec U-18 (2000–2002)
- HC Oceláři Trzyniec U-18 (2002–2003)
- Halifax Mooseheads (2003–2005)
- Pensacola Ice Pilots (2005–2006)
- HC Oceláři Trzyniec (2006–2009)
  -  HC Havířov Panthers (2006–2007)
  -  HC Prostějov (2006–2008)
  -  HC Havířov Panthers (2008–2009)
- HC Šumperk (2009)
- Stoczniowiec Gdańsk (2009–2011)
- GKS Tychy (2013-2014)
- JKH GKS Jastrzębie (2014-2015)
- MH Automatyka Gdańsk (2015-2020)

Wychowanek HC Oceláři Trzyniec. Do 31 marca 2011 związany ze Stoczniowcem Gdańsk. Od tego czasu nie był aktywnym zawodnikiem. Od sierpnia 2013 zawodnik GKS Tychy. Był zawodnikiem GKS Tychy do kwietnia 2014. Od sierpnia 2014 zawodnik JKH GKS Jastrzębie. Od sierpnia 2015 zawodnik MH Automatyka Stoczniowiec Gdańsk 2014. Został kapitanem drużyny w sezonie PHL 2016/2017. Po sezonie 2019/2020 zakończył karierę.
W młodości był kadrowiczem kadr juniorskich Czech do lat 17, do lat 18 i do lat 20. Po wielu latach gry w lidze polskiej otrzymał polskie obywatelstwo, przyznane 27 stycznia 2015. W sezonie 2017/2018 grał w reprezentacji Polski seniorów. W trakcie kariery zyskał pseudonimam Stebi.

## Sukcesy
Klubowe
- Srebrny medal mistrzostw Polski: 2014 z GKS Tychy, 2015 z JKH GKS Jastrzębie

Indywidualne
- QMJHL i CHL 2003/2004: CHL Top Prospects Game